# Führungs- und Waffeneinsatzsystem der Luftwaffe
Führungs- und Waffeneinsatzsysteme der Luftwaffe (FüWES Lw) auch bekannt als Gefechtsführungssysteme (GefFüSys) sind in sich geschlossene IT-Architekturen im integrierten Luftverteidigungssystem der NATO zur Durchsetzung der Lufthoheit, zur Luftlagedarstellung, zur Gefechtsführung und zum Waffeneinsatz. Gemäß Zweckbestimmung und IT-Grundarchitektur sind heutige FüWES den damaligen Automatisierten Führungssystemen der Luftstreitkräfte der NVA vergleichbar.
Als gängige NATO-Bezeichnungen dienen die NATO Integrated Air and Missile Defence System (NATINAMDS), Air Command and Control System (ACCS) bzw. ACC-System und AC2-System.

## Nutzung
FüWES Lw sind in die Organisationsstruktur der Luftwaffe der Bundeswehr eingebettet. Die Nutzung erfolgt vornehmlich in stationären Control and Reporting Centres (CRC) und in einem mobilen DCRC (Deployable CRC) des Einsatzführungsdienstes der Luftwaffe (EinsFüDstLw). Für Kleinvorhaben (z. B. DASDIPS, Amtshilfe für die Polizei etc.) mit Schwerpunkt Luftlagedarstellung können Teilkomponenten zur Verbesserung des örtlichen, regionalen und gegebenenfalls überregionalen Situationsbewusstsein beitragen. Dabei stehen vorwiegend nachstehende Nutzungen im Vordergrund:
- Schnittstellenfunktion und Datenaustausch über Link 1 und/oder andere taktische Datenlinks
- Security Gateway zur Trennung unterschiedlicher IT-Architekturen high-to-low bzw. rot-nach-schwarz wie z. B. ASGW (Advanced Security Gateway)
- ASTERIX Konvertierung proprietärer Radardatenformate
- Mode-S-Teilhabe
- Funktionalität Radar Data Converter (RACO)

## Funktionalität
Die FüWES-Lw-Hauptfunktionen sind: 
- Datenempfang
- Erstellung, Darstellung und Verteilung der Luftlage
- Luftraumüberwachung
- Kontrolle von Luftfahrzeugen
- Führung und Unterstützung Waffeneinsatz
- Datenaustausch
- Interaktive Simulation und Ausbildung

### Systemarchitektur
FüWES Lw bestehen aus folgenden Funktionskomponenten:
- Arbeitsplätze des Einsatzpersonals (definierte Arbeitsplatzmodi)
  - Führung
  - Waffeneinsatz
  - Erstellung der Luftlage
  - Gateway zu AWACS (NAEW)
- Systemapplikationen
  - Datenaustausch über taktische Datenlinks
  - Systemadministration zentrale Aufgaben System PC
  - Sensor Gateway, Übergang Radardatennetze und ASTERIX Datenkonvertierung
  - Daten Recording und Replay
  - Interaktive Simulation (Taps und Plots)

### FüWES / GefFüSys der Luftwaffe
| Bezeichnung   | Beschreibung                                                 | Nutzungsdauer               | Einsatz und Standorte der Luftwaffe                                             | Bemerkung                                                         |
| 412L          | AC2 System halbautomatisch                                   | Mitte 1960er – Mitte 1980er | Birkenfeld, Döbraberg, Freising, Lauda-Königshofen, Meßstetten, Wasserkuppe     | US-System Single Site Concept                                     |
| NADGE         | NATO Air Defence Ground Environment                          | 1969 – Mitte 1990er         | Auenhausen, Brekendorf, Erndtebrück, Visselhövede                               |                                                                   |
| MinFacSys GfN | Minimal Facilities Groth to full NADGE                       | 1969 – Mitte 1990er         | Brockzetel, Uedem                                                               | 1969 Ersteinrüstung 1971 Weiterentwicklung                        |
| GEADGE        | German Air Defence Ground Environment                        | Mitte 1980er – 1990er       | Börfink, Freising, Lauda.Königshofen, Meßstetten                                | Obsoleszenzersatz für US 412L, NAEW-Datenaustausch                |
| ARKONA        | Automatisierte Radar Kontroll- und Navigationsanlage der NVA | 1990–2010                   | Nach Übernahme von NVA: Brokzetel, Cölpin, Erndtebrück, Meßstetten, Schönewalde | Standard AC2-System nach 2010 Restnutzung DASDIPS und Drittnutzer |
| GIADS         | German Improved Air Defence System I, II und III             | seit 2000                   | Erndtebrück, Meßstetten, Schönewalde                                            | DCRC GIADS III seit 2010/11                                       |
| NATO ACCS     | NATO Air Command and Control System                          |                             |                                                                                 | Nachfolgesystem von GIADS                                         |

## IT-Sicherheit
Für FüWES Lw werden die IT-sicherheitsrelevanten Festlegungen, insbesondere bzlg. Vertraulichkeit, Integrität, Verfügbarkeit, und Verbindlichkeit, in einem „Projektbezogenen IT-Sicherheitskonzept“ getroffen. Diese Festlegungen werden dann standort-, lage- und einsatzbezogen CRC-intern in Form der „Security Operating Procedure (SECOPS)“ umgesetzt. 

## Nutzungsleitung
Das Kommando Unterstützungsverbände der Luftwaffe ist für die FüWES-Lw-Nutzungsleitung verantwortlich. Dort erfolgen auch Obsoleszenzmanagement, Konfigurationskontrolle sowie Beauftragung von Softwarepflege und Softwareänderung (SWPÄ).